# Tidewater 250 1967
Tidewater 250 1967 var ett stockcarlopp ingående i Nascar Grand National Series (nuvarande Nascar Cup Series) som kördes 20 maj 1967 på den 0,4 mile (2,111 km) långa ovalbanan Langley Speedway i Hampton i Virginia. Totalt avverkades 100 miles (160,934 km) fördelat på 250 varv. Banunderlaget var dirt. Loppet vanns av Richard Petty i en Plymouth på tiden 1:29.57 körande för Petty Enterprises. Pettys snitthastighet uppgick till 66,704 mph. Det var Pettys 56:e vinst av totalt 200 i karriären.
Prispotten uppgick till 4 140 dollar, varav 1 000 dollar gick till segraren.

## Resultat
| Plc     | Nr | Förare          | Team/ bilägare           | Konstruktör | Start | Varv | Ledda varv |
| ------- | -- | --------------- | ------------------------ | ----------- | ----- | ---- | ---------- |
| 1       | 43 | Richard Petty   | Petty Enterprises        | Plymouth    | 1     | 250  | 223        |
| 2       | 6  | Bobby Allison   | Owens Racing             | Dodge       | 5     | 250  | 9          |
| 3       | 48 | James Hylton    | Bud Hartje               | Dodge       | 8     | 246  | 0          |
| 4       | 64 | Elmo Langley    | Langley-Woodfield Racing | Ford        | 6     | 233  | 0          |
| 5       | 2  | Donnie Allison  | J.D. Bracken             | Chevrolet   | 3     | 230  | 0          |
| 6       | 34 | Wendell Scott   | Scott Racing             | Ford        | 9     | 228  | 0          |
| 7       | 20 | Clyde Lynn      | Negre Racing             | Ford        | 11    | 227  | 0          |
| 8       | 45 | Bill Seifert    | Seifert Racing           | Ford        | 12    | 222  | 0          |
| 9       | 4  | John Sears      | DeWitt Racing            | Ford        | 2     | 185  | 18         |
| 10      | 00 | Paul Lewis      | Emory Gilliam            | Dodge       | 7     | 146  | 0          |
| 11      | 14 | Jim Paschal     | Tom Friedkin             | Plymouth    | 4     | 141  | 0          |
| 12      | 67 | Buddy Arrington | Arrington Racing         | Dodge       | 10    | 106  | 0          |
| 13      | 01 | Paul Dean Holt  | Dennis Holt              | Ford        | 13    | 14   | 0          |
| 14      | 97 | Henley Gray     | Gray Racing              | Ford        | 16    | 12   | 0          |
| 15      | 75 | Earl Brooks     | Gene Black               | Ford        | 15    | 2    | 0          |
| 16      | 18 | Dick Johnson    | Dick Johnson             | Ford        | 14    | 1    | 0          |
| Källor: |    |                 |                          |             |       |      |            |